# Hungerford (Teksas)
Hungerford – jednostka osadnicza w Stanach Zjednoczonych, w stanie Teksas, w hrabstwie Wharton.